# Кулешов, Даниил Азарович
Даниил Азарович Кулешов (23 декабря 1907, Кибирщина, Красногорский район — 3 августа 1994, Новосибирск) — советский хозяйственный, государственный и политический деятель.

## Биография
Родился в 1907 году в деревне Кибирщина. Член КПСС с 1932 года. В 1930 году окончил Белорусскую академию сельского и лесного хозяйства и остался на преподавательской работе.
Директор Белорусского института мелиорации (1931–1933).
В апреле 1940 года защитил кандидатскую диссертацию. 
Участник Великой Отечественной войны. Был политруком роты, комиссаром сапёрного батальона, агитатором, лектором политотдела 7-й сапёрной Армии Донского фронта, агитатор Политуправления в Сибирском военном округе.
С 1946 по 1949 годы являлся заместителем директора по научной работе и заведующим кафедрой геодезии Новосибирского института инженеров геодезии, аэрофотосъемки и картографии.
С 1949 по 1979 год являлся ректором этого института. Профессор, заслуженный работник высшей школы Российской Федерации.
Научные исследования Д.А. Кулешова  посвящены вопросам создания плановой опорной сети методом полигонометрии. Автор более 60 научных и научно-методических работ, в том числе  учебника по инженерной геодезии.
Воспитал 13 кандидатов наук, из которых четверо стали докторами наук.
Умер в Новосибирске в 1994 году.

## Награды
- Орден Октябрьской Революции
- Орден Красной Звезды
- Орден Трудового Красного Знамени (дважды)
- Орден «Знак Почёта» (дважды)
- Медали
- Почётная грамота Президиума Верховного совета РСФСР

## Память
В его честь установлена мемориальная доска на фасаде главного корпуса Новосибирского государственного архитектурно-строительного университета.

## Труды
- Инженерная геодезия для строителей : [Учеб. для строит. спец. вузов] / Д. А. Кулешов, Г. Е. Стрельников. - М. : Недра, 1990. - 255,[1] с. : ил.; 22 см.; ISBN 5-247-01324-7